# Sudesna
Sudesna is een geslacht van spinnen uit de  familie van de Dictynidae (kaardertjes).

## Soorten
- Sudesna anaulax (Simon, 1908)
- Sudesna grammica (Simon, 1893)
- Sudesna grossa (Simon, 1906)
- Sudesna hedini (Schenkel, 1936)